# Linotip

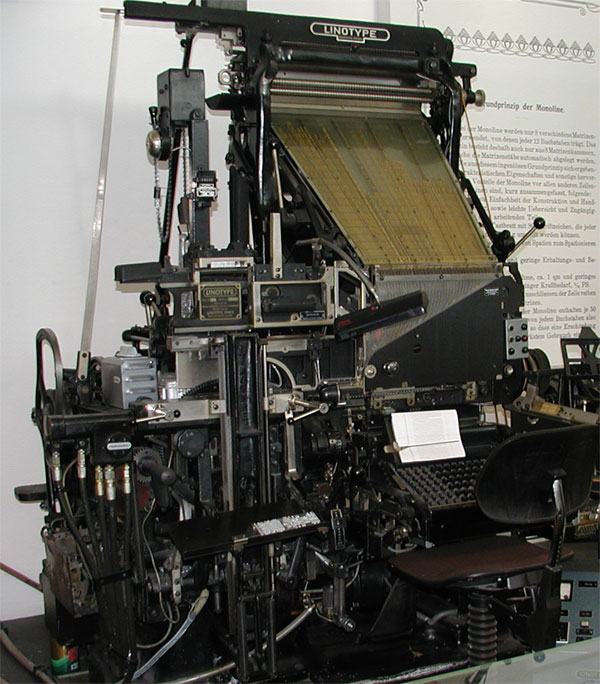
Una linotip

La linotip és una màquina utilitzada per a la composició tipogràfica que es caracteritza pel fet que es fonen tots els caràcters d'una mateixa línia en un sol bloc. La primera linotip fou dissenyada per Ottmar Mergenthaler i posada a punt el 1886 pel New York Times.
Les operacions fonamentals que efectua una linotip són la composició, la fosa, i la distribució. Els òrgans de composició comprenen els magatzems de matrius, el teclat i el componedor. El magatzem, que és un recipient de metall, consta de 90 canals paral·lels que contenen matrius classificades, o plaquetes de coure que porten gravades en un buit les lletres o senyals. El teclat, semblant al de les màquines d'escriure, té 90 tecles que regulen l'obertura dels extrems dels canals del magatzem. Les matrius alliberades per les tecles s'ordenen al componedor i formen la línia que es fondrà. Les separacions adequades entre paraules, per a l'obtenció de longituds uniformes, s'aconsegueixen amb la intercalació de petits fragments d'acer.
La línia de matrius formada en el componedor és conduïda per un elevador davant del motlle, de dimensions iguals a les de la línia. Aquest motlle, situat davant del gresol que conté l'aliatge fos, s'omple amb aquest i un refredament ràpid dona lloc a la línia. Les matrius s'envien al distribuïdor, on es classifiquen caient al canal corresponent del magatzem.
Modernament les linotípies han incorporat mecanismes automàtics per a la composició de caràcters. Aquests dispositius s'accionen amb una banda perforada que té codificats tots els caràcters del text i s'interpreta amb un dispositiu de lectura electrònic.